# Boulevard Nikitsky
Le boulevard Nikitsky (russe : Никитский бульвар, littéralement « boulevard Saint-Nicétas ») est un boulevard du centre historique de Moscou, faisant partie de l'Anneau des boulevards. 

## Situation et accès
Il commence place de la Porte de l'Arbat et se termine place de la Porte Nikitsky, à l'angle de la rue Bolchaïa Nikitskaïa. 

## Origine du nom
Il porte ce nom en raison de l'ancien monastère Nikitsky qui était situé à proximité.

## Historique
Le boyard Zakharine-Iouriev, grand-père du tsar Michel Ier fit construire en 1582, à la place d'une église dédiée à saint Nicétas (Nikita en russe), un monastère de religieuses qui prit le nom de monastère Nikitsky (ou Saint-Nicétas). Celui-ci fut démoli en 1929 par les autorités soviétiques et remplacé par un bâtiment constructiviste en 1935 qui abrite la station électrique du métro de Moscou.
La porte du rempart de la Ville Blanche (Bely Gorod) tira donc son nom du monastère situé un peu plus loin en contrebas vers la Moskova. Lorsque les remparts furent démolis dans la seconde moitié du XVIIIe siècle, on donna le nom du monastère à la place qui fut ainsi dégagée et le boulevard tracé ensuite au début du XIXe siècle prit donc le nom de boulevard Saint-Nicétas, ou boulevard Nikitsky. Gogol y passa les dernières années de sa vie et une statue volumineuse qui se trouve dans la cour de la maison où il mourut lui est dédiée.
Il fut nommé de 1950 à 1993 le boulevard Souvorov.

## Bâtiments remarquables et lieux de mémoire
- N°7A : Maison où Gogol passa les dernières années de sa vie.
- N°8 : Maison centrale des journalistes.
- N°11 : Partie d'un hôtel particulier du XVIIIe siècle.
- N°12A : Musée des Peuples d'Orient
- N°13 : Faculté de pharmacie de l'Académie de médecine de Moscou. Immeuble construit en 1910 par l'architecte K. Kaiser

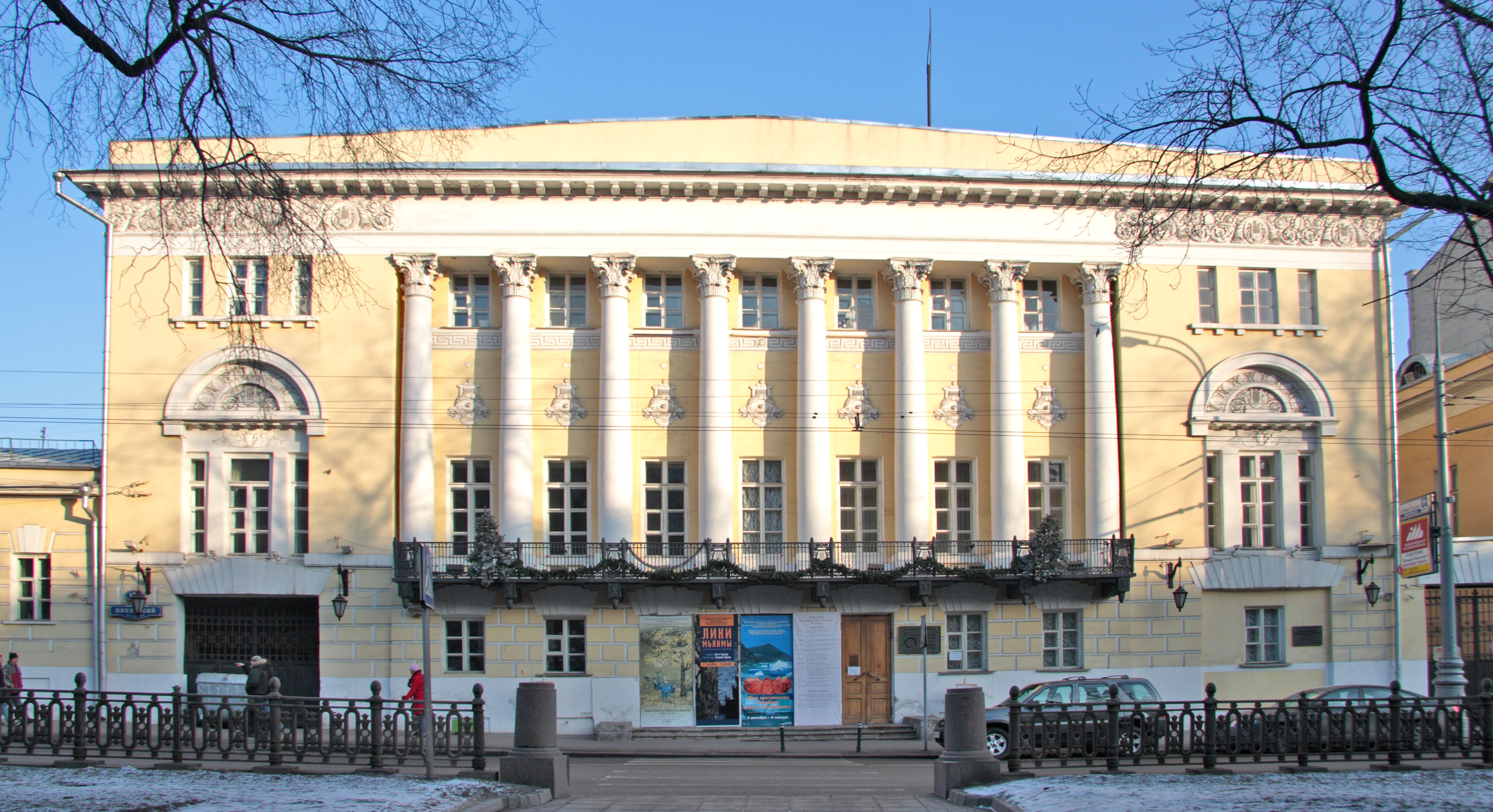
Façade du musée des Peuples d'Orient